# Шерр, Джеймс
Дже́ймс Э́двин «Джим» Шерр (англ. James Edwin "Jim" Scherr; 27 июля 1961 года, Юрика, Южная Дакота, США) — американский борец вольного стиля, призёр чемпионатов мира, неоднократный обладатель Кубка мира, участник Олимпийских игр 1988 года.

Брат-близнец — Уильям Шерр, борец вольного и греко-римского стилей, тренер. По вольной борьбе: чемпион мира, обладатель Кубка мира, бронзовый призёр Олимпийских игр 1988 года.

## Спортивная карьера
- Серебряный призёр чемпионатов мира (1987, 1989), бронзовый призёр чемпионата мира (1986).
- Обладатель Кубка мира (1986, 1989), серебряный призёр Кубка мира (1988, 1990).
- Участник Олимпийских игр 1988 года в Сеуле (5-е место). На Играх выступал вместе с братом-близнецом Уильямом Шерром (3-е место).
- Бронзовый призёр Панамериканских игр (1987).
- Победитель Панамериканского чемпионата (1989).
- Серебряный призёр Игры доброй воли (1986, 1990).
- Чемпион США (1986, 1987, 1989).
- Победитель студенческого NCAA чемпионата США (1984).

## Признание
- В 1994 году признан «Человеком года» (премия Майрона Родерика[англ.]), за вклад в развитие борьбы в США.
- Член Зала спортивной славы Южной Дакоты.
- В 1997 году введен в Зал национальной славы борьбы США.